# Představa o využití pouhých 10 % mozku
Představa o využití pouhých 10 % mozku je nepodložená domněnka, že většina lidí používá pouze 10 % (či podobně malou část) kapacity mozku. Původ této představy není zcela jasný.
Je sice pravda, že některé faktory inteligence lze zlepšit tréninkem, neexistují však vědecké podklady pro tvrzení, že většinu mozku lidé nevyužívají.
Přestože fungování mozku není dokonale zmapováno, zobrazovací metody ukazují, že během běžné denní aktivity člověk využívá všechny části svého mozku.

## Původ
Původ této představy je někdy připisován Williamu Jamesovi, který v díle The Energies of Men napsal: „Využíváme pouze malou část našich mentálních a fyzikálních zdrojů.“
V roce 1936 americký spisovatel Lowell Thomas napsal v úvodu ke knize Dalea Carnegieho Jak získávat přátele a působit na lidi: „Professor William James of Harvard used to say that the average man develops only ten per cent of his latent mental ability.“

## Protiargumenty
Neurovědec Barry Bayerstein předkládá sedm argumentů proti představě o využití 10 % mozku:
- Studie poškození mozku: Kdybychom nepoužívali 90 % mozku, pak by poškození těchto oblastí nemělo ovlivnit výkon. Ale ve skutečnosti neexistuje téměř žádná oblast mozku, která může být poškozena bez jakékoliv ztráty schopností. Poškození i malých oblastí může mít vážné následky.
- Evoluce: Mozek je výrazně náročnější na spotřebu kyslíku a živin než zbytek těla. Kdyby 90 % mozku bylo zbytečných, pak by to poskytovalo výhodu lidem s menšími, efektivnějšími mozky. Proces přírodního výběru by energeticky neefektivní mozky eliminoval.
- Monitorování mozku: Technologie jako pozitronová emisní tomografie (PET) a funkční magnetická rezonance (fMRI) umožňují monitorovat aktivitu žijícího mozku. Odhalují, že i v průběhu spánku všechny části mozku vykazují určitou mírnou aktivitu. Jenom v případě vážného poškození má mozek „tiché“ oblasti.
- Lokalizace funkce: Spíše než aby se mozek choval jako celek, má rozdílné části pro rozdílné úlohy zpracování informací. Desítky let výzkumu neobjevily žádné oblasti, které by neměly specifickou funkci.
- Mikrostrukturální analýza: V metodě pro záznam elektrofyziologické aktivity jediné buňky (single-unit recording) výzkumníci zavedou do mozku malé elektrody. Kdyby bylo 90 % jeho buněk neaktivních, tato metoda by nějaké již dávno odhalila.
- Metabolické studie: Další vědecká technika zahrnuje zjišťování vstřebání radioaktivní molekuly do mozku. Jestliže by bylo 90 % mozku neaktivní, tak by se tyto neaktivní buňky ukázaly na radiografu mozku jako prázdné oblasti, nicméně žádné prázdné oblasti přístroj nezaznamenal.
- Nemoci mozku: Nepoužívané mozkové buňky mají tendenci degenerovat. Kdyby bylo 90 % mozku neaktivní, pitva dospělého mozku by odhalila velkou degeneraci.

#### Vysvětlení
Tento mýtus vznikl zřejmě záměnou pojmů či nedostatečného vysvětlení, protože v dřívějších dobách nebyly znalosti a povědomí o fungování našeho těla dostatečně známy. Jak bylo již řečeno výše, člověk využívá plnou kapacitu mozku v pojmu fyzického fungování, nikoliv plný potenciál mentálních možností. Je-li mozek hardware, pak neúplně využíváme software. Lze si jen velmi těžko představit, jak by vypadala lidská společnost plně využívající a kontrolující svojí mentální stránku nebo vědomí samo, chcete-li. Tuto společnost by bylo zřejmě možno označit za dokonalou v každém ohledu. 